# Bij de belastingontvanger
Bij de belastingontvanger of De handel met de kip is een genrestuk van de renaissanceschilder Jan Massijs in de Gemäldegalerie Alte Meister van Dresden. Het is gemaakt in 1539 of kort daarna.

## Voorstelling
We zien een boerengezin dat belastingen komt betalen in het kantoor van de belastingpachter en diens jonge vrouw. Op zijn bureau ligt een stokbeurs voor valuta. In het opengeslagen boek is een betaling ingeschreven op datum van 6 augustus 1539. Dit is vermoedelijk ook het jaar van creatie. Aan hun voorkomen te zien hebben de man, de vrouw en hun kind het niet breed. Hun gezichten zijn bruin van het werk op het land. De vrouw draagt een mand met eieren en een kip, waarmee ze hun schuld in natura proberen te voldoen. Dit verloopt duidelijk niet zonder discussie. Haar jongen toont een ei uit de mand aan de kijker. Door een open deur zien we in de rechterbovenhoek een rijke burger een aalmoes geven aan een orgeldraaier.

## Uitleg
Het achtergrondtafereel verklapt de moraal: de belastinginner moet naar het voorbeeld van de burger niet moeilijk doen en de betaling in natura aanvaarden. Het contrast tussen zijn welstellendheid en de ouderdom, armoede en lelijkheid van het gezin, is groot. Het kind met het ei verwijst vermoedelijk naar het spreekwoord eieren voor zijn geld kiezen, dat hier een letterlijke uitbeelding krijgt. Met dit genrestuk staat Jan Massijs in de traditie van zijn vader Quinten en diens Geldwisselaar en zijn vrouw uit 1514.

## Provenance
Het werk behoorde in de 18e eeuw tot de collectie van koning August III van Polen en kwam via zijn nazaten terecht in de Staatliche  Kunstsammlungen Dresden.